# (677) Aaltje
(677) Aaltje ist ein Asteroid des Hauptgürtels, der am 18. Januar 1909 vom deutschen Astronomen August Kopff in Heidelberg entdeckt wurde.
Der Asteroid ist nach der niederländischen Sängerin Aaltje Noordewier-Reddingius benannt.